# Cephalobyrrhinus sedatus
Cephalobyrrhinus sedatus är en skalbaggsart som beskrevs av Wooldridge 1986. Cephalobyrrhinus sedatus ingår i släktet Cephalobyrrhinus och familjen lerstrandbaggar. Inga underarter finns listade i Catalogue of Life.